# 夢記

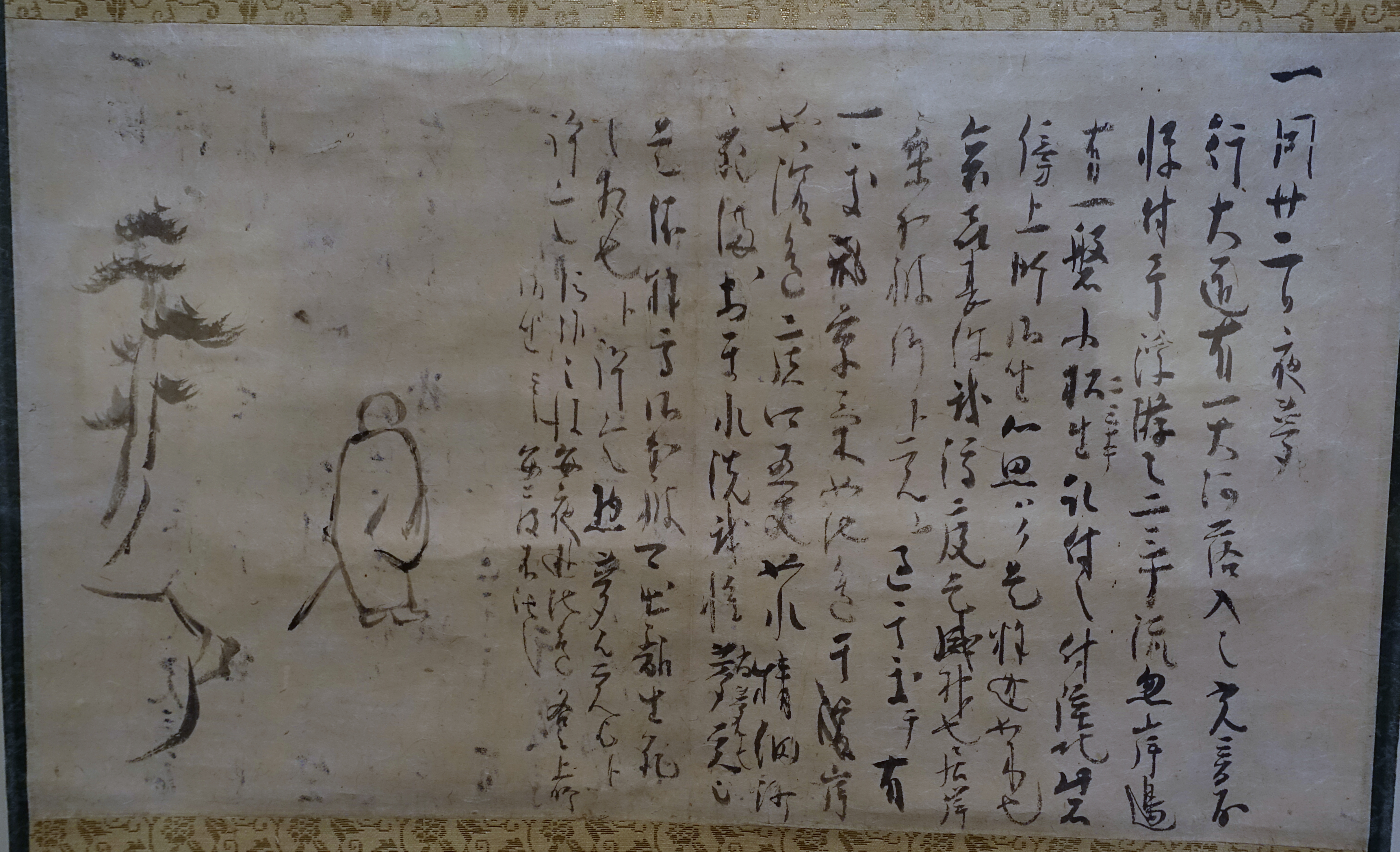
『夢記』自筆本

『夢記』（ゆめのき）は、鎌倉時代初期の華厳宗中興の祖といわれる明恵上人が建久2年（1191年）から、入寂前年の寛喜3年（1231年）まで約40年にわたって自ら見た夢を記録したものである。『御夢記』『御夢御日記』ともいわれる。現在、高山寺に17点（1巻・9通・2帖・2冊・3幅）が残存するほか、数ヶ所に分散して保存されている。

## 成立
夢を見た日時、内容、場合によっては夢を見た状況や内容解釈を本人が記録した夢記は、日本では古代から近代に至るまで様々なものが遺されている。中でも明恵によるものと多聞院英俊が記した夢記が著名である。
日本の仏教において夢は真実を映し出すものではなく、虚妄の世界のものであるとの概念が主流であった。その一方で、夢の記録が数多く遺されている事実から、夢が真実を反映したものであるとの見方も根強かったと見られる。夢に対するスタンスは人それぞれであり、また夢が話題になる状況においても受け取られ方に大きな差があったものと考えられる。
明恵の孫弟子である仁真が著した記録によれば、明恵は建久2年（1191年）から寛喜2年（1230年）までの約40年の期間、自らがみた夢を書き記した。明恵本人が書き記した『夢記』は他の読者を想定したものではなく、備忘録的な目的で書き記したものであり、本質的に個人的体験である夢そのものの記録に近いものであると考えられている。明恵の夢の記録は本人が書き記した『夢記』の他にも、明恵の著作や経文の奥書、弟子たちによる記録などという形で遺されたものもある。同じ明恵がみた夢でも明恵の弟子、喜海の著作である『栂尾明恵上人行状』などが記録している明恵の夢は、読者を想定した夢の記録であると考えられている。

## 伝承
明恵は臨終前に自らが記した夢の記録を弟子の空達坊定真に託した上で、焼却するよう命じていた。しかし『夢記』の焼却を惜しんだ定真の記録が残っており、師の明恵の命に逆らい隠匿の上、定真は『夢記』を保管し続け、弟子（明恵から見て孫弟子）の仁真に伝えた。仁真は夢の記録など明恵の著作物を整理して、『僧高弁所持聖教等目録』を作成する。『僧高弁所持聖教等目録』は明恵の『夢記』研究の基礎文献の一つとなっている。
仁真の在世中、『夢記』はやはり秘蔵されていた。しかしその後『夢記』の多くは散逸し、明恵が活動した高山寺に残されている『夢記』は当初の半分以下であると考えられ、その一部は寺外で伝承された。また現存する『夢記』は、『栂尾明恵上人行状』による夢の記録とほぼ一致が見られないため、明恵から定真に伝えられたもの以外に、やはり明恵の弟子であった喜海に伝えられた『夢記』もあったとの推測がなされている。明恵の弟子は華厳宗系の喜海の系列と真言宗系の定真の系列とに大別され、現存する『夢記』の夢に密教的色彩が濃いのは、真言宗系の定真に伝えられた夢の記録が遺されたためではないかと考えられている。
なお私的な夢日記という形態の著作物であるため、『夢記』は書写された上で広められることは少なく、叙述時の状態から変化することなく伝えられてきたと考えられている。

## 研究史
明恵の『夢記』を研究、分析することによって、鎌倉時代における夢に関係する信仰、精神世界、文化背景などの知見が得られることが期待できる。また私的な夢記録であり、書写されていない自筆資料である『夢記』は、鎌倉時代の口語を知る格好の資料であると考えられ、日本語学的にも注目されている。
高山寺に遺されている『夢記』に関しては、1968年に結成された「高山寺典籍文書綜合調査団」による調査研究が進められ、1978年に調査結果が『明恵上人資料第二』として公表された。その後、高山寺外に散逸した『夢記』の把握、分析研究が進められ、2015年に『明恵上人夢記訳注』としてその成果が公表された。